# نظام غذائي عالي البروتين

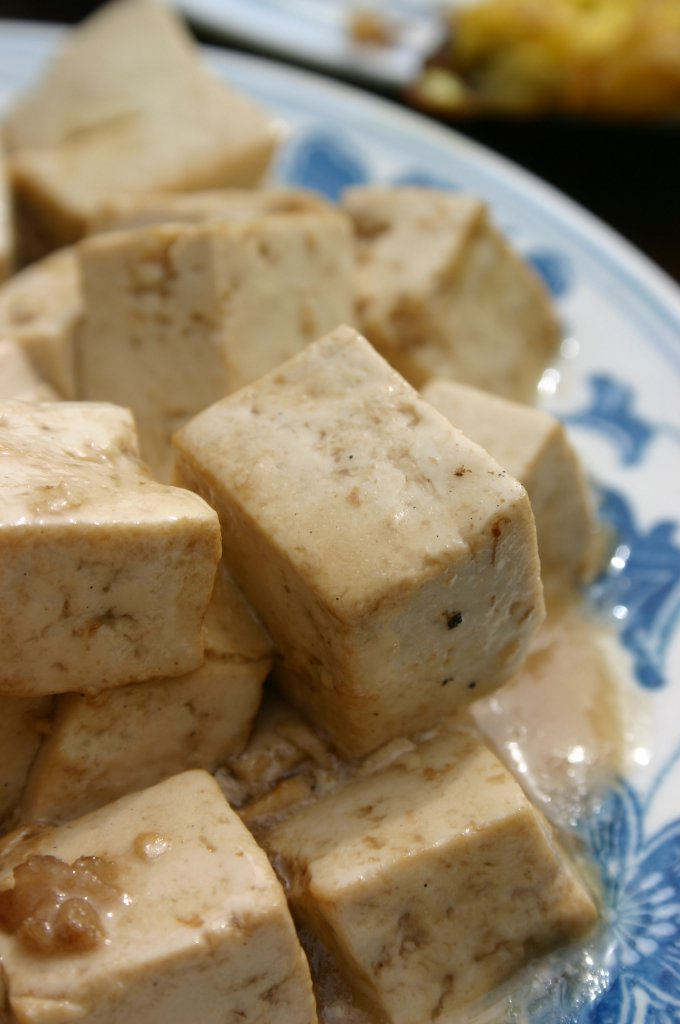
يعتبر التوفو من الأمثلة على الطعام عالِ البروتين

غَالبًا مَا يُوصي مدربو كمال الأجسام وأخصائيو التغذية بالحِمية الغِذائية الغَنية بالبروتين؛ للمُساعدة في بناءِ العَضلات وفُقدان الدهون. النِظام الغذائي عالي البروتين هو نظام التغذية التي يَحتاج أن يَستهلك كل يوم كمية مُنخفضة من الكربوهيدرات، مثل حمية نظام أتكينز التي لا يَتم بِها التَحكم في الطاقة الغذائية، وغالبًا ما تَحتوي على كمياتٍ كبيرةٍ من الدهون، ومن الأمثلة على حِمية غَنية بالبروتين، اللحم البقري والدجاج، لحم الخنزير (لحم الخاصرة، شرائح الضلع، شريحة لحم الكتفين)، سمك السَالمون والتونة، البيض، الصُويا، وغَيرها الكَثير.
غالبًا ما يَكون النِظام الغذائي عالي البروتين منخفضًا جدًا في نسبةِ الدُهون أو الكربوهيدرات. بسبب الكِمية المَحدودة مِن الكربوهيدرات، يبدأ الجِسم في حرق الدُهون الزائدة في الجسم. غالبًا ما يُشعر الناس بالجوع، مما يَجعل فقدان الوزن أمرًا سهلاً نسبيًا.
ومع ذلك، في حين أن البروتينات المُناسبة مطلوبة لبناء العضلات الهيكلية، فهناك جَدل مُستمر حَول استخدام وضرورة إتباع نِظام غذائي عالي البروتين في التمارين اللاهوائية، خَاصةً تمارين أثقال وكمال أجسام.

## تدريب الوزن
اعتبارًا من عام 2004 اعتبر أنَّ النظام الغذائي عالِ البروتين ليس خطيرًا، ولكنه كان هناك القليل من الأدلة على وجود فائدة له لرياضي كمال الأجسام.